# فيليكس سافار
فيليكس سافار (/səˈvɑːr/؛ 
نطق فرنسي: [savaʁ]
؛ 30 يونيو 1791، ميزيير - 16 مارس 1841، باريس) كان فيزيائيًا وعالمًا رياضيًا معروفًا في المقام الأول بقانون بيو-سافار للكهرومغناطيسية، والذي اكتشفه معًا مع زميله جان بابتيست بيو. كان اهتمامه الرئيسي هو الصوتيات ودراسة الأجسام المهتزة. أدى اهتمامه الخاص بالكمان إلى إنشاء نموذج تجريبي شبه منحرف. أعطى اسمه إلى سافار، وهي وحدة قياس للفترات الموسيقية، وإلى عجلة سافار، وهو جهاز استخدمه أثناء فحص مدى سمع الإنسان.